# إليشا إتش. غروفز
إليشا إتش. غروفز هو سياسي أمريكي، ولد في 5 نوفمبر 1797، وتوفي في 29 ديسمبر 1867.